# Рютен

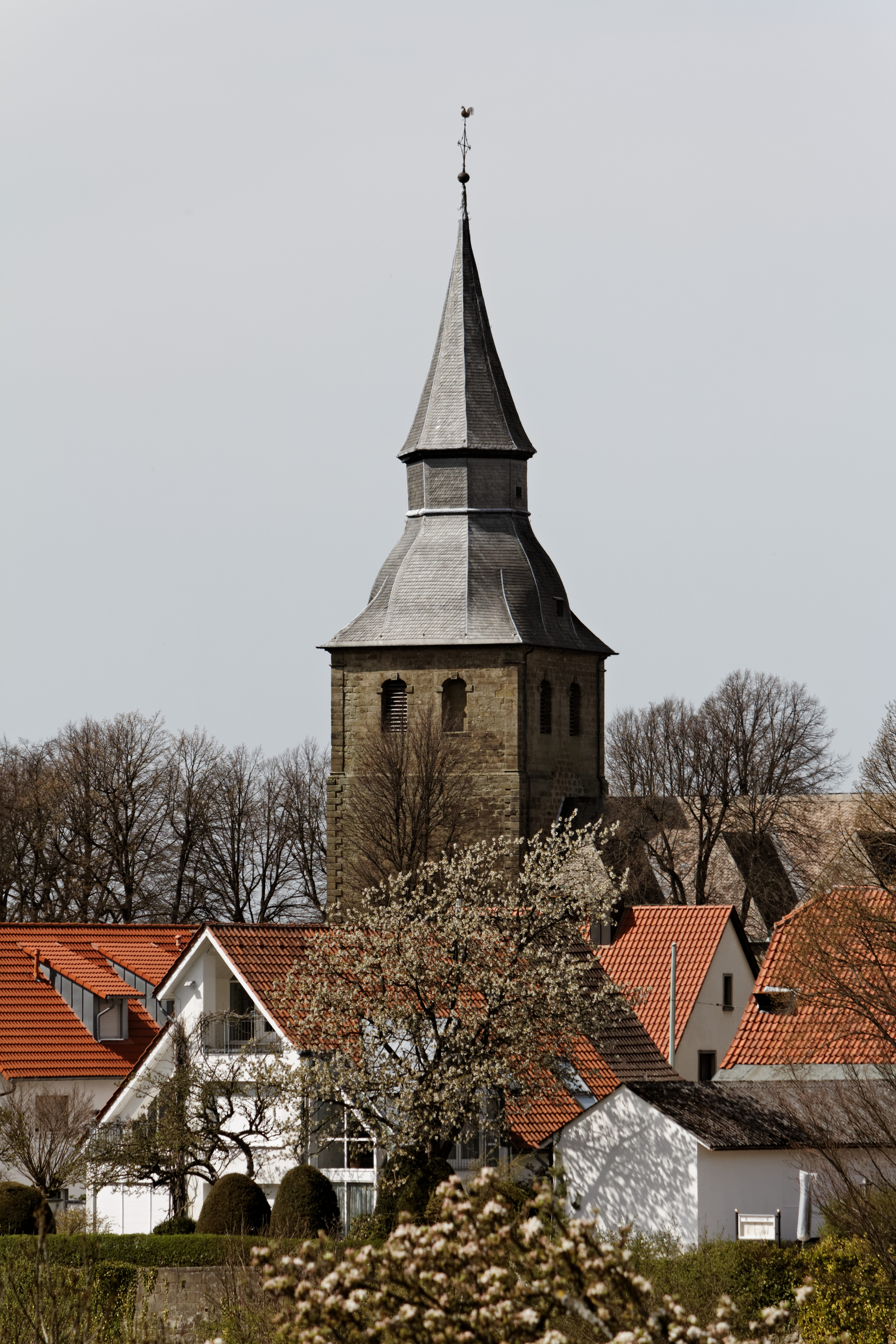
St. Johannes

Рютен (нем. Rüthen) — город в Германии, в земле Северный Рейн-Вестфалия.
Подчинён административному округу Арнсберг. Входит в состав района Зост. Население составляет 10 510 человек (на 31 декабря 2010 года). Занимает площадь 158,09 км². Официальный код — 05 9 74 036.
Город подразделяется на 15 городских районов.
| Год  | Население |
| ---- | --------- |
| 1995 | 11 608    |
| 2000 | 11 591    |
| 2005 | 11 279    |
| 2010 | 10 684    |